# 胡安·安東尼奧·里奧斯
胡安·安東尼奧·里奧斯（西班牙語：Juan Antonio Ríos，西班牙語發音：[xwan anˈtonjo ˈri.os]；1888年11月10日—1946年6月27日）是智利政治人物，1942年起擔任智利總統，1946年因為癌症而死於任內。

## 生平
1914年，里奧斯成为一名律师。1920年擔任智利駐巴拿馬總領事和臨時代辦。胡安·安東尼奧·里奧斯擔任總統時的1943年，智利与轴心国关系破裂。1945年，智利对日本宣战。